# 事務弁護士
 事務弁護士（じむべんごし）またはソリシター（英: Solicitor）とは、イギリスをはじめとする一部の英国法系コモン・ロー諸国で、法廷での弁論以外の法律事務を取り扱う法律専門職である。
イギリス、アイルランド等では、法律専門職は法廷弁護士と事務弁護士とに分かれており、いずれか一つの資格しか持たないのが通常である。しかし、カナダ、ニュージーランド、一部のオーストラリアの州では一元化 (fused) されており、例えば「法廷弁護士兼事務弁護士」の肩書きで両方の法律事務を同時に取り扱うことが認められている。

## イングランドおよびウェールズ
1873年に最高法院が統合される前は、事務弁護士にはソリシター(solicitor)、アトーニー(attorney)およびプロクター(proctor)の3種があり、それぞれ、衡平法裁判所 (courts of chancery) 、コモン・ロー裁判所および教会法裁判所に関してそれぞれ業務を行っていた。現在では事務弁護士はソリシターのみである。
かつての法制度では、事務弁護士は基本的に法廷における弁論 (advocacy) 以外のすべての法律事務を取り扱っていた。ただし治安判事裁判所で審理される軽微な刑事事件および州裁判所 (county courts) で審理される訴額の小さい訴訟については、ほぼ必ず事務弁護士が担当していた。法廷弁護士(barrister)は、伝統的に事務弁護士からの委任を受けて法廷での弁論 (advocacy) を担当し、一般市民からの依頼は直接受任していなかった。現在では、ソリシター・アドヴォケイト(solicitor advocate)と呼ばれる上級の事務弁護士が、従来禁止されていた上級裁判所での弁論を行うことができるようになった。
事務弁護士はロー・ソサエティー (Law Society of England and Wales) に所属する。事務弁護士規制委員会 (Solicitors Regulation Authority) と苦情処理委員会 (Legal Complaints Service) は、ロー・ソサエティーから独立した組織であり、ともに事務弁護士の業務規制に当たる。
事務弁護士になるための研修と資格授与は、事務弁護士規制委員会が管轄する。事務弁護士になろうとする者は、まず法学の学位を取得するか、他の学位からの転換コースを修了しなければならない。そして、ロー・ソサエティーに研修生として登録し、1年の法律実務コース (Legal Practice Course) と通常2年の実習（「実習生契約 (training contract)」と呼ばれる）を受けなくてはならない。
事務弁護士と法廷弁護士の職務の厳格な区別は部分的に崩れてきており、事務弁護士が下位裁判所だけでなく上位の裁判所（高等法院、控訴院など）に出頭することが増えてきている（ただし試験に合格することが必要である）。独立開業の事務弁護士もまだたくさんいるが、法律事務所では法廷弁護士やソリシター・アドヴォケイト（上級事務弁護士）を雇い、法廷での代理業務を行っている。
一方、法廷弁護士も、現在では労働組合、会計士などの組織から直接事件を受任することができる。さらに、弁護士団理事会 (Bar Council) の「パブリック・アクセス」課程を修了した法廷弁護士は、一般市民からの事件の依頼も直接受けることができる。ただし、その場合は訴訟追行(conduct) や婚姻に関する問題は取り扱えないなどの制限がある。
1897年に発表された『吸血鬼ドラキュラ』は語り手であるイギリス人の若い事務弁護士が、ロンドンの不動産を購入し移住を希望しているトランシルヴァニアの貴族ドラキュラ伯爵の元へ派遣されるという話から始まる。

## スコットランド
スコットランドの法制度は、イングランドおよびウェールズ、北アイルランドの法制度とは独立している。法律職は事務弁護士（ソリシター）と法廷弁護士（アドヴォケイト）に分かれており、その区別はイングランドおよびウェールズにおける事務弁護士と法廷弁護士の違いに似ている。事務弁護士は昔から下位の裁判所（州裁判所や簡易裁判所）での訴訟代理を行っており、最高法院と最高民事裁判所の出席権だけがなかった。しかし、1990年法律改革（雑則）スコットランド法により、資格を得た事務弁護士は、ソリシター・アドヴォケイトとして、最上級裁判所、貴族院および枢密院司法委員会での弁論権を与えられた。
事務弁護士はスコットランド・ロー・ソサエティー (Law Society of Scotland) の監督を受ける。事務弁護士になるためには、ロー・ソサエティーの指定するカリキュラムで試験に合格することが求められる。通常は、ロー・ソサエティーが認めた大学でのスコットランド法の法学士 (LL.B.) 取得がこれに当たるが、ロー・ソサエティー独自の試験を受けることもできる。その後、法律実務課程（いくつかのスコットランドの大学で提供されている1年の課程）で学位を取得し、法律事務所で2年間の実習を受けなければならない。アドヴォケイト同業者組合 (Faculty of Advocates) が、アドヴォケイトになろうとする者に文学修士号 (M.A.) の取得を求めていたことから、昔はスコットランドの大学で法学士と文学修士を併せた5年の課程をとるのが一般的であった。
ロー・ソサエティーの設立前は、事務弁護士は多くの地域で弁護士同業者団体 (Faculty of Procurators (and Solicitors)) に属していた。これらの同業者団体は今も残っているが、影響力はなくなっている。かつては一つの土地で法律業務を行うためには同業者団体への加入が必要であったが、現在はロー・ソサエティーに登録されていれば必要ない。これらの地域的な団体は、現在では、構成員に整備された法律図書館や、職業研鑽課程を提供したり（事務弁護士は、全員、毎年20時間の職業研鑽課程を修了することが要求されている）、ロー・ソサエティーやスコットランド政府に対する陳情をまとめる役割を果たしている。
事務弁護士は、州裁判所の刑事事件・民事事件ともに完全な弁論権を有する。また、簡易裁判所（スコットランドの最下級刑事裁判所）でも弁論権がある。簡易裁判所は現在、治安判事裁判所 (Justice of the Peace Courts) に置き換えられつつあるが、事務弁護士はそこでも完全な弁論権を有する。法廷では、事務弁護士はスーツ、ネクタイと黒い法服を着る。

## アイルランド
事務弁護士はアイルランド・ロー・ソサエティー (Law Society of Ireland) に属し、その監督を受ける。同ロー・ソサエティーは1852年の勅許状により正式に設立された。現在の役割を立法的に整備したのは1954年から2002年にかけての数次の事務弁護士法である。
アイルランドは1921年に独立したが、法制度は変化した面よりもイングランドの制度が存続した面が大きい。法律職は法廷弁護士（アイルランド語でabhcóidí）と事務弁護士（アイルランド語でaturnaethe）の分業制が残っている。ただし、その役割分担はややあいまいになっている。1971年裁判所法の第17節により、事務弁護士はすべての裁判所での弁論権を与えられた。それでも、上位の裁判所での弁論を行う事務弁護士は比較的少ない。

## オーストラリア
弁護士法制は州によって異なり、弁護士の資格取得は州単位で行われる。ただし、州どうしの承認により、一つの州で登録された弁護士は全国的に活動することができる。法廷弁護士と事務弁護士の区別は名目化している州もあるが、少なくとも実務レベルで両者が分かれている（実務家が他方の仕事を行う資格はあっても業務を一方に特化している）州もある。すべての事務弁護士は「法廷弁護士兼事務弁護士」の資格を有しており、法廷弁護士として活動することもできるが、多くが別途法廷弁護士に委任し、自分自身は法廷に出頭しない。
しかし、ニューサウスウェールズ州とクイーンズランド州では、法廷弁護士会は強い独立性を保っており、そこへの加入には特別な研修が要求される。両州では、事務弁護士の上位裁判所での弁論権は理論上は制限がないものの、実際に行われることは少ない。ビクトリア州も、独立した法廷弁護士団が存在するが、事務弁護士はすべての裁判所で完全な弁論権を有する。

## 香港
香港では分業制が残っており、事務弁護士は香港ロー・ソサエティーの規律を受けるのに対し、法廷弁護士は香港弁護士会の規律を受ける。香港で事務弁護士になろうとする者は、法学の学位（LL.B.またはJD、あるいはその他の同等の学位）を取得し、1年間のPCLLプログラムを修了する必要がある。その上で、2年間、法律事務所と契約して研修生として働かなければならない。事務弁護士は下位裁判所での弁論権があるが、香港高等裁判所 (Hong Kong High Court) と香港最終上訴裁判所 (Hong Kong Court of Final Appeal) では弁論権がない（弁論権は法廷弁護士に限られる）。ただ、この伝統は将来変わる可能性がある。事務弁護士に上位裁判所での弁論権を認める立法作業が進行中で、首席判事の下に作業部会が設けられている。香港首席判事は、事務弁護士が上位裁判所での弁論権を有する「ソリシター・アドヴォケイト」の資格を得ることができる仕組みを設けることに同意している。

## カナダ
カナダのケベック州以外の州では、法律職は一元化されており、すべての法律専門職が法廷弁護士団 (bar) に登録されるとともに、事務弁護士の資格も持っている。いずれか一方の仕事に特化する弁護士が多いが、二つの領域をまたいで仕事をする弁護士も多い。